# 1907

## Събития
- 3 януари – група студенти организират демонстрация срещу княз Фердинанд, което поставя началото на първата университетска криза в България.
- Пик на имиграцията в САЩ.
- 11 март (26 февруари стар стил) – Съставено е двадесет и осмото правителство на България, начело с Димитър Станчов.
- 16 март (3 март стар стил) – Съставено е двадесет и деветото правителство на България, начело с Петър Гудев.
- 24 април – Основан е египетският футболен клуб Ал-Ахли

## Родени
- Никола Стайков, български футболист († 1974 г.)
- 1 януари – Леонид Брежнев, съветски политик († 1982 г.)
- 12 януари – Сергей Корольов, украински инженер († 1966 г.)
- 24 януари – Стефан Марков, български партизанин († 1978 г.)
- 31 януари – Владимир Жидовец, хърватски дипломат и общественик († 1948 г.)
- 1 февруари – Гюнтер Айх, немски поет и белетрист († 1972 г.)
- 5 февруари – Валтер Науш, австрийски футболист († 1957 г.)
- 28 февруари – Емилиян Станев, български писател († 1979 г.)
- 2 март – Джеймс Гавин, американски офицер († 1990 г.)
- 8 март – Константинос Георгиу Караманлис, гръцки политик († 1998 г.)
- 9 март – Мирча Елиаде, историк на религиите († 1986 г.)
- 14 март – Христо Обрешков, български цигулар († 1944 г.)
- 4 април
  - Райна Стоянова, българска оперна певица († 1977 г.)
  - Юлиус Тинцман, немски писател († 1982 г.)
- 18 април – Иван Дуйчев, български историк, медиевист († 1986 г.)
- 20 април – Августин Кандиотис, гръцки духовник († 2010 г.)
- 21 април – Боян Петканчин, български математик († 1987 г.)
- 29 април – Фред Зинеман, австро-американски кино-режисьор († 1997 г.)
- 5 май – Петре Пирузе, македонски партизанин († 1980 г.)
- 12 май – Катрин Хепбърн, американски актриса, носителка на 4 награди „Оскар“ († 2003 г.)
- 13 май – Дафни дю Морие, британска писателка († 1989 г.)
- 26 май – Джон Уейн, американски актьор († 1979 г.)
- 7 юни – Младен Исаев, български поет († 1991 г.)
- 18 юни – Варлам Шаламов, писател, поет, публицист († 1982 г.)
- 25 юни – Арсений Тарковски, руски поет и преводач († 1989 г.)
- 6 юли – Фрида Кало, мексиканска художничка († 1954 г.)
- 7 юли – Робърт Хайнлайн, американски писател († 1988 г.)
- 16 юли – Барбара Стануик, американска актриса († 1990 г.)
- 30 юли – Роман Руденко, съветски офицер и юрист († 1981 г.)
- 20 септември – Ненко Балкански, български художник († 1977 г.)
- 23 септември – Ан Декло, френска журналистка, преводачка и писателка († 1998 г.)
- 1 октомври – Георги Минчев, деец на БКП († 1942 г.)
- 9 октомври – Хорст Весел, немски поет, политически активист († 1930 г.)
- 13 ноември – Йоанна, българска царица († 2000 г.)
- 14 ноември – Астрид Линдгрен, шведска детска писателка († 2002 г.)
- 27 ноември – Лион Спраг де Камп, американски писател († 2000 г.)
- 28 ноември – Алберто Моравия, италиански писател († 1990 г.)
- 6 декември – Джовани Ферари, италиански футболист и треньор († 1982 г.)
- 7 декември – Юрий Тошев, български шахматист († 1974 г.)
- 8 декември
  - Артин Артинян, американски филолог († 2005 г.)
  - Иван Попов, български учен и политик († 2000 г.)
- 12 декември – Никола Златев, български художник († 1989 г.)
- 15 декември – Оскар Нимайер, бразилски архитект († 2012 г.)

## Починали
- Димитри Атанасеску, арумънски просветител
- Милош Милоевич, сръбски историк
- юни – Тане Стойчев, български революционер
- 2 февруари – Димитрий Менделеев, руски химик (р. 1834 г.)
- 16 февруари
  - Джозуе Кардучи, италиански поет, лауреат на Нобелова награда за литература през 1906 г. (р. 1835 г.)
  - Клементина Бурбон-Орлеанска, сакскобургготска принцеса (р. 1817 г.)
- 22 февруари
  - Димитър Пандуров, български революционер (р. 1873 г.)
  - Митре Влаха, български революционер
- 29 февруари – Петър Христов Германчето, български революционер
- 11 март – Димитър Петков, български политик (р. 1858 г.)
- 12 март – Юрдан Иванов, български журналист
- 21 март – Мише Развигоров, български революционер (р. 1873 г.)
- 23 март
  - Константин Победоносцев, руски политик (р. 1827 г.)
  - Филип Тотю, български хайдутин и революционер
- 10 април – Ставре Гогов, български революционер (р. 1884 г.)
- 22 май – Александър Кошка, български революционер
- 25 май – Петър Радев – Пашата, български революционер
- 4 юли – Атанас Кършаков, български революционер
- 7 юли – Телос Агапинос, гръцки военен и революционер
- 14 юли – Димитър Гоголаков, гръцки андартски капитан
- 15 юли – Трендафил Думбалаков, български военен и революционер
- 17 юли – Ектор Мало, френски писател
- 31 юли – Пандо Кляшев, български революционер
- 24 август – Иван Наумов Алябака, български революционер
- 4 септември – Едвард Григ, норвежки композитор и пианист
- 7 септември – Рене Сюли Прюдом, френски поет, лауреат на Нобелова награда за литература през 1901 г. (р. 1839 г.)
- 30 октомври – Михаил Даев, български революционер
- 10 ноември – Лазар Маджаров, български революционер
- 16 ноември
  - Константин Величков, български писател (р. 1855 г.)
  - Роберто I Бурбон-Пармски, херцог на Парма и Пиаченца
- 22 ноември – Асаф Хол, американски астроном
- 28 ноември – Борис Сарафов, български революционер
- 17 декември – Уилям Томсън, Английски физик
- 19 декември – Димитър Попгеоргиев, български революционер

## Нобелови награди
- Физика – Алберт Абрахам Майкелсън
- Химия – Едуард Бухнер
- Физиология или медицина – Шарл Лаверан
- Литература – Ръдиард Киплинг
- Мир – Ернесто Теодоро Монета, Луи Рено